# Pance
Pance – wieś w Słowenii, w gminie miejskiej Lublana. W 2018 roku liczyła 103 mieszkańców. 